# Валенса-ду-Пиауи (микрорегион)

Валенса-ду-Пиауи на карте.

Валенса-ду-Пиауи (порт. Microrregião de Valença do Piauí) — микрорегион в Бразилии, входит в штат Пиауи. Составная часть мезорегиона Северо-центральная часть штата Пиауи. Население составляет 104 024 человека (на 2010 год). Площадь — 13 430,214 км². Плотность населения — 7,75 чел./км².

## Демография
Согласно сведениям, собранным в ходе переписи 2010 г. Национальным институтом географии и статистики (IBGE), население микрорегиона составляет:
| Полное население                             | Полное население                             | Полное население                             | Полное население                             | 104 024 |
| -------------------------------------------- | -------------------------------------------- | -------------------------------------------- | -------------------------------------------- | ------- |
| в том числе:                                 | Городское население                          | 61 995                                       | Процент городского населения, %              | 59,60   |
|                                              | Сельское население                           | 42 029                                       | Процент сельского населения, %               | 40,40   |
|                                              | Мужское население                            | 51 014                                       | Процент мужского населения, %                | 49,04   |
|                                              | Женское население                            | 53 010                                       | Процент женского населения, %                | 50,96   |
| Плотность населения, чел/км²                 | Плотность населения, чел/км²                 | Плотность населения, чел/км²                 | Плотность населения, чел/км²                 | 7,75    |
| Население микрорегиона в % к населению штата | Население микрорегиона в % к населению штата | Население микрорегиона в % к населению штата | Население микрорегиона в % к населению штата | 3,34    |

## Статистика
- Валовой внутренний продукт на 2003 год составляет 170 067 318,00 реалов (данные: Бразильский институт географии и статистики).
- Валовой внутренний продукт на душу населения на 2003 год составляет 1612,39 реалов (данные: Бразильский институт географии и статистики).
- Индекс развития человеческого потенциала на 2000 год составляет 0,605 (данные: Программа развития ООН).

## Состав микрорегиона
В составе микрорегиона включены следующие муниципалитеты:
1. Ароазис
2. Барра-д’Алкантара
3. Элесбан-Велозу
4. Франсинополис
5. Иньюма
6. Лагоа-ду-Ситиу
7. Нову-Ориенти-ду-Пиауи
8. Пиментейрас
9. Прата-ду-Пиауи
10. Санта-Крус-дус-Милагрис
11. Сан-Фелис-ду-Пиауи
12. Сан-Мигел-да-Байша-Гранди
13. Валенса-ду-Пиауи
14. Варзеа-Гранди